# Klischee – Mörderisches Halloween auf Mallorca
Klischee – Mörderisches Halloween auf Mallorca ist ein deutscher Slasherfilm von Marcel Walz aus dem Jahr 2009.

## Handlung
Dilana lebt auf Mallorca und hat momentan sehr viel Pech. Nicht nur ihr Auto macht Mucken, ihr Freund Sanchos hat sie mit ihrer ehemals besten Freundin Mili betrogen. Zufällig treffen sich die drei in einem Café und es kommt zum Streit. Dabei erfährt sie noch das die beiden jetzt bereits verlobt sind.
An Halloween 2007 will sie mit ihren Freundinnen daher auf andere Gedanken kommen. Das Wochenende wollen sie in einer Finca verbringen. Doch anscheinend hat sich Sanchos an ihre Fersen geheftet. Schließlich muss Dilana auch noch feststellen, das ihre Freundinnen auch Mili eingeladen haben. Sie arrangieren sich mit der Situation, doch während der Partyspiele ruft plötzlich jemand an. Sie vermuten Sanchos oder einen Stalker. Als sich alle nach der Aufregung zurückziehen, wird die erste Frau angegriffen und getötet. Auch Dilana wird scheinbar getötet. Am Ende stellt sich jedoch heraus, dass sie all das inszeniert hat, um sich zu rächen. 
Nachdem sie alle ihre Freundinnen getötet hat, nimmt sie sich Sanchos vor. Sie foltert ihn, um ihn zur Hochzeit zu zwingen. Als er sich jedoch weigert, tötet sie ihn.

## Hintergrund
Marcel Walz inszenierte den Film mit geringem Budget auf Mallorca. Neben der Regie schrieb er auch das Drehbuch und führte die Kamera. Außerdem übernahm er eine kleinere Rolle. Nach eigenen Angaben ging es ihm vor allem darum, einen Slasherfilm zu drehen, der mit den Klischees des Genres spielt.
Der Film wurde von der Freiwilligen Selbstkontrolle der Filmwirtschaft ab 16 Jahren freigegeben. Sämtliche DVD-Veröffentlichungen sind jedoch wegen der Trailer ab 18 Jahren freigegeben. Der Film erschien außerdem in der Red Edition des österreichischen Labels NSM, die sich an alte Filme von Astro Records & Filmworks anlehnt.

## Rezeption
Der Filmdienst urteilte: „Amateurhorrorfilm, der sich zwar um gewisse technische Qualitäten bemüht, aber seine stereotype Handlung allzu abgedroschen entwickelt.“ Etwas besser kam er auf der Genre-Seite Hoorornew.net weg, wo der Rezensent die technischen Qualitäten des Films ebenfalls hervorhob, jedoch auch angab, das es wenig neues zu sehen gab.